# Myzomela chloroptera
El mielero rojo de Célebes (Myzomela chloroptera) es una especie de ave paseriforme de la familia Meliphagidae endémica de Indonesia.

## Descripción
El mielero rojo de Célebes mide alrededor de 11 cm de largo. Tiene un pico negro largo y curvado hacia abajo. Presenta un marcado dimorfismo sexual. Los machos tienen la cabeza, cuello, pecho, espalda y obispillo de color rojo intenso. Sus alas y cola son negras, con brillos verdes en las alas, y su vientre es blanco. En cambio, las hembras tienen las partes superiores pardas y las inferiores grisáceas, con la garganta anaranjada.

## Distribución
Se encuentra en las selvas tropicales distribuido por la mayor parte de la isla de Célebes y algunas islas menores circundantes, además de dos islas Molucas cercanas (Taliabu y Bacan).